# معركة الجفرة
معركة الجفرة وهي معركة وقعت في سنة 69 هـ وقيل في سنة 70 هـ قرب البصرة بين القوات الموالية لابن الزبير بقيادة عباد بن الحصين الحبطي وعمر بن عبيد الله بن معمر وبين جيش الدولة الأموية بقيادة خالد بن عبد الله بن أسيد وكان عبد الملك بن مروان بعثه للإستيلاء على البصرة، وانتهت المعركة بانتصار قوات ابن الزبير وهزيمة الجيش الأموي وفرار قائده عبد الله بن خالد بن أسيد إلى الشام.

## خلفية
قال أبو عبيدة: كان خالد بن عبد الله بن أسيد الأموي قال لعبد الملك بن مروان إن وجهتني إلى العراق ومعي الخيل، كفيتك أمر البصرة، فوجهه عبد الملك إليها، فقدم خالد البصرة متخفياً ونزل على ابن أصمع الباهلي، فأرسل ابن أصمع إلى عباد بن الحصين وكان على شرطة أمير البصرة عمر بن عبيد الله بن معمر القرشي: إني قد أجرت خالداً، وأحب أن تعلم بذلك وتكون لي ظهيراً. فغضب عباد وبعث إليه: والله لا أنزل عن فرسي حتى أتيك في الخيل، فقال ابن أصمع لخالد: إني لا أقدر أن أمنعك من عباد وهو ياتينا الآن بالخيل، فخرج ابن مسمع هارباً حتى نزل على مالك بن مسمع سيد بكر بن وائل فأجاره، وأرسل إلى بكر بن وائل وحلفائهم من الأزد فأجتمعوا حوله.

## المعركة
كان عبد الملك بن مروان وجه في عام 69 هـ خالد بن عبد الله بن أسيد الأموي في جيشٍ كثيف للإستيلاء على البصرة، وكان والي ابن الزبير على العراق هو أخوه مصعب بن الزبير وكان عامله على البصرة عمر بن عبيد الله بن معمر وكان على شرطته عباد بن الحصين الحبطي، وأستطاع ابن أسيد ضم عدداً من أهل البصرة لجيشه من بكر بن وائل والأزد بعد أن كاتبهم وأطمعهم، وكان ممن أستجاب له مالك بن مسمع زعيم بكر، وزياد بن عمرو زعيم الأزد وغيرهم من أعيان أهل البصرة، وعسكر خالد في مكان قرب البصرة يعرف بالجفرة، ووجه عبد الملك بن مروان مدداً إلى خالد وجعل عليه عبيد الله بن زياد بن ظبيان.
وخرج عمر بن عبيد الله وعباد بن الحصين والتقى معهم على الجفرة، فاقتتلوا قتالاً شديداً، واستمرت المعركة أربع وعشرين يوماً، حتى ظفر عباد وعمر بأهل الشام ومن معهم، وحمل عباد بن الحصين على مالك بن مسمع ففقا عينه، وقُتل من أهل الشام ومن معهم من الأزد وبكر بن وائل، وهرب خالد بن أسيد إلى الشام، وهرب مالك بن مسمع إلى قرية من قرى البحرين يقال لها ثاج وبقي متخفياً فيها حتى قتل مصعب بن الزبير عام 72 هـ.
قال الهيثم بن عدي: «التقى الأموية والزبيرية بالبصرة ففقئت عين مَالِك بْن مسمع.» وقال وهب بن أبجر العجلي يهجو مالك بن مسمع:
وقال رجل من بني تميم يخاطب مالك بن مسمع: